# Lesley Walker
Pour les articles homonymes, voir Walker.
Lesley Walker est une monteuse britannique qui collabore régulièrement avec les réalisateurs Richard Attenborough et Terry Gilliam.  

## Biographie
Lesley Walker a été nommée au British Academy Film Award du meilleur montage pour Mona Lisa et Cry Freedom.

## Filmographie
- 1979 : L'Étalon de guerre, de Anthony Harvey
- 1984 : Meantime, de Mike Leigh
- 1986 : Mona Lisa, de Neil Jordan
- 1987 : Cry Freedom, de Richard Attenborough
- 1988 : Buster, de David Green
- 1989 : Shirley Valentine, de Lewis Gilbert
- 1991 : Le Roi Pêcheur, de Terry Gilliam
- 1992 : Waterland, de Stephen Gyllenhaal
- 1993 : Quand l'esprit vient aux femmes, de Luis Mandoki
- 1993 : Les Ombres du cœur, de Richard Attenborough
- 1996 : Mary Reilly, de Stephen Frears
- 1996 : Emma, l'entremetteuse, de Douglas McGrath
- 1997 : Le Temps d'aimer, de Richard Attenborough
- 1998 : Las Vegas Parano, de Terry Gilliam
- 1999 : Grey Owl, de Richard Attenborough
- 2001 : Le Tombeau, de Jonas McCord
- 2002 : All or Nothing, de Mike Leigh
- 2002 : Nicholas Nickleby, de Douglas McGrath
- 2003 : Amour interdit, de Guy Jenkin
- 2005 : Les Frères Grimm, de Terry Gilliam
- 2005 : Tideland, de Terry Gilliam
- 2007 : Closing the Ring, de Richard Attenborough
- 2008 : Mamma Mia!, de Phyllida Lloyd
- 2018 : L'Homme qui tua Don Quichotte (The Man Who Killed Don Quixote), de Terry Gilliam
- 2019 : The Singing Club (Military Wives) de Peter Cattaneo